# Kong Sang-jeong
Dans ce nom coréen, le nom de famille, Kong, précède le nom personnel.
Pour les articles homonymes, voir Kong.
Kong Sang-jeong est une patineuse de vitesse sur piste courte sud-coréenne née le 22 juin 1996 à Séoul. Elle a remporté la médaille d'or du relais 3 000 mètres aux Jeux olympiques d'hiver de 2014, à Sotchi.